# Orquesta Sinfónica de Quebec
La Orquesta Sinfónica de Quebec, abreviado como OSQ, (en francés, Orchestre Symphonique de Québec; en inglés: Quebec Symphony Orchestra) es una orquesta sinfónica canadiense con sede en la ciudad de Quebec, que fue fundada en 1902. También actúa con el Théâtre lyrique du Québec (Théâtre lyrique de Nouvelle-France), la Ópera de Quebec y el Coro Sinfónico de Québec.

## Historia

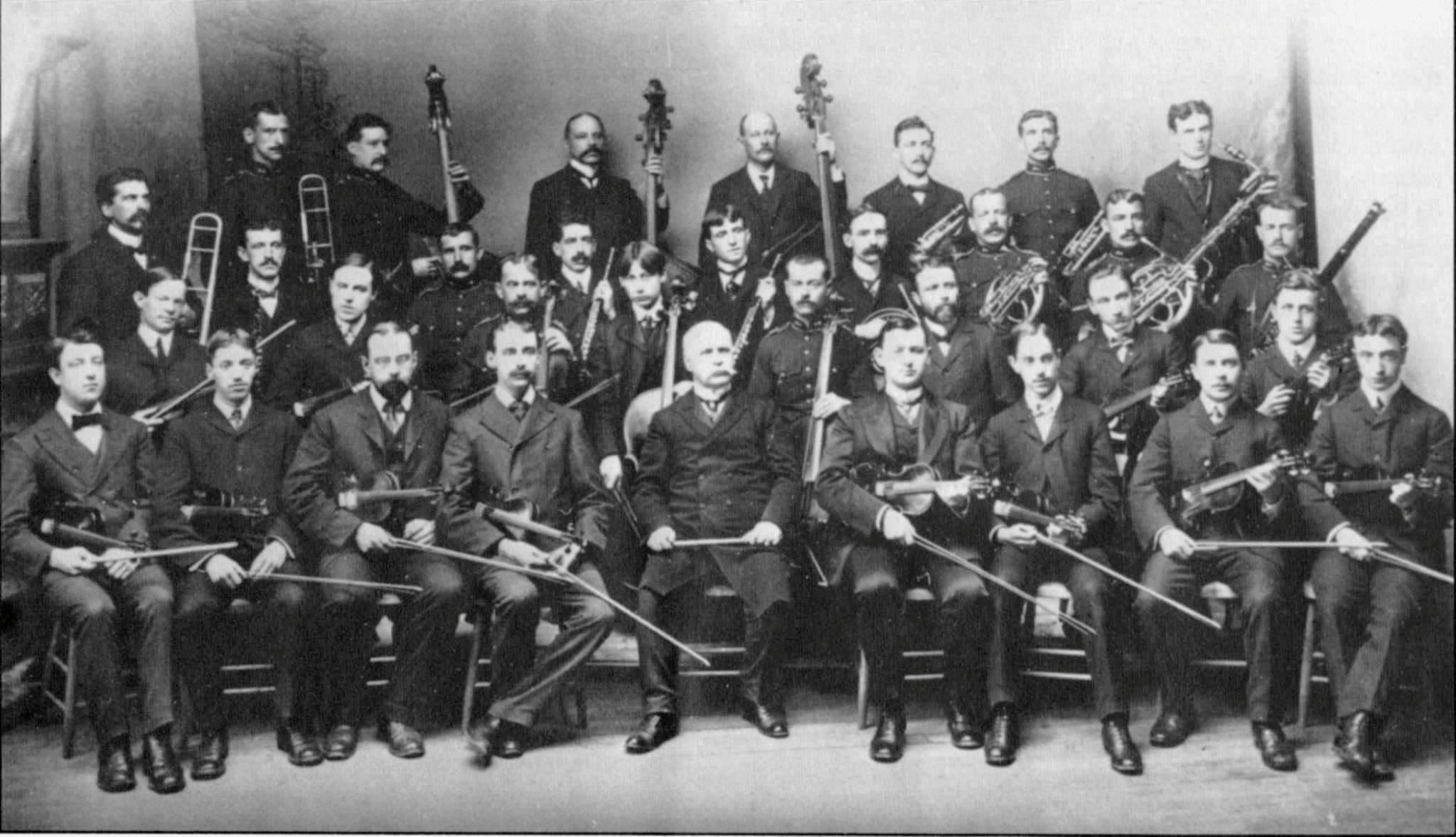
La primera Orquesta Sinfónica de Quebec, con el director Joseph Vezina en el centro.

La orquesta se fundó en 1902 con el nombre de Société Symphonique de Québec. Se trata de la orquesta canadiense en activo más antigua. Joseph Vézina fue el primer director musical de 1902 a 1924. En 1942 la agrupación se fusionó con la orquesta rival Cercle Philharmonique de Québec (fundada en 1936), momento en el que cambió su nombre por el de Orchestre Symphonique de Québec.
La institución celebra un concurso anual para jóvenes músicos quebequenses en el que se conceden premios en metálico, así como la oportunidad de actuar como solista con la orquesta.
El último director musical canadiense fue Françoys Bernier de 1966 a 1968. Yoav Talmi fue director musical de 1998 a 2011 y ahora tiene el título de chef émérite (director emérito) de la orquesta. En diciembre de 2011 se anunció el nombramiento de Fabien Gabel como su undécimo director musical, a partir de la temporada 2012-2013, con un contrato inicial de 4 años. El último director musical de la orquesta, Gabel, concluyó su mandato como director musical al cierre de la temporada 2020-2021. Tras la finalización del mandato de Gabel, Bramwell Tovey ejerció como principal director invitado de la OSQ en el ínterin hasta su fallecimiento en julio de 2022.
En diciembre de 2022 se anunció el nombramiento de Clemens Schuldt como su próximo director musical, a partir de septiembre de 2023, con un contrato inicial de cuatro temporadas.

## Directores
- 1902–1924 Joseph Vézina
- 1924–1942 Robert Talbot
- 1942–1951 Edwin Bélanger
- 1951–1966 Wilfrid Pelletier
- 1966–1968 Françoys Bernier
- 1968–1975 Pierre Dervaux
- 1976–1983 James DePreist
- 1983–1991 Simon Streatfeild
- 1991–1998 Pascal Verrot
- 1998–2011 Yoav Talmi
- 2012–2021 Fabien Gabel
- 2023– Clemens Schuldt

## Discografía selecta
- 1977 – Matton: Mouvement symphonique I; Lekeu: Adagio pour quatuor d'orchestre, Op. 3; Milhaud: Suite provençale. James DePreist, Hidetaro Suzuki (RCI 454/Matton 5-ACM 29).
- 1991 – Music of the Magical Realism, vol 2. Denys Bouliane: Le Cactus rieur et la demoiselle qui souffrait d'une soif insatiable (Streatfeild SNE 567 CD).
- 1984 – Prévost: Le conte de l'oiseau; Haydn: Toy Symphony. Berryman & Besré narrador (Duschenes SNE 518/Prévost 6-ACM 28).
- 1984 – Prévost: El cuento del pájaro; Haydn: Toy Symphony. Rodríguez & Barris narrador (Duschenes SNE 519).
- 1983 – Prévost: The tale of the bird; Haydn: Toy Symphony. Henry & Monette narrador (Duschenes SNE 505).
- 2002 – Dancing for 100 years (obras de Bartók, Brahms, Champagne, Dompierre & Dvořák). Yoav Talmi, Darren Lowe violín (Analekta fl. FL 2 3156).
- 2003 – Mathieu: Concerto de Québec; Addinsell: Warsaw Concerto; Gershwin: Concerto in F. Yoav Talmi, Alain Lefèvre piano (Analekta AN 2 9814).